# Hello Fascination
Hello Fascination es el segundo álbum de larga duración de la banda Breathe Carolina. Fue lanzado el 18 de agosto de 2009 por Fearless Records. El álbum se posicionó en el puesto #43 en el Billboard 200. El 6 de julio de 2010, se lanzó la edición deluxe del disco, el que cuenta con 8 bonustracks. El disco ha lanzado 2 singles alrededor del año 2010 (Hello Fascination y I.D.G.A.F.), se ha anunciado que se lanzará como sencillo The Dressing Room, aunque no se han puesto fechas.

## Listado de canciones
1. Hello Fascination - 3:21
2. I'm the Type of Person to Take It Personal - 4:14
3. Take Me to Infinity - 3:35
4. Dressed Up to Undress - 3:40
5. I.D.G.A.F. (I Don't Give a Fuck) - 3:14
6. Welcome to Savannah - 3:36
7. I Have to Go Return Some Video Tapes - 3:43
8. The Dressing Room - 3:28
9. Tripped and Fell in Portland - 3:56
10. Can I Take You Home? - 3:53
11. My Obsession - 4:22
12. Velvet - 3:15
13. Rescue - 4:57

Bonustracks (edición Japonesa)
1. Have You Ever Danced? (con Jeffree Star, Austin Carlile y Dave Strauchman) - 4:34

Bonustracks (edición Vinilo)
1. Hello Fascination (DJ Sucio Remix) - 3:22
2. Hello Fascination (Sex Machine Remix) - 3:22
3. Hello Fascination (P.O.S. Remix) - 3:22

Bonustracks (edición Deluxe)
1. Have You Ever Danced? - 4:34
2. Dont Forget: Lock the Doors - 3:51
3. I.D.G.A.F. (versión alternativa) - 3:14
4. Hello Fascination (Sex Machine Remix by Marco DeSantos & Luke Tierney) - 3:22
5. Hello Fascination (DJ Sucio Remix) - 3:22
6. Can I Take You Home? (Smile Future Remix) - 5:14
7. With or Without You (U2 cover) - 3:56
8. See You Again (Miley Cyrus cover, originalmente lanzada en el Punk Goes Pop 2) - 3:23

## Personal
- Kyle Even - voces, teclados, sintetizador, guitarras, keytar
- David Schmitt - voces, programación, bajo, batería

- Datos: Q4040543